# Эгетент
Эгете́нт (фр. Ayguetinte) — коммуна во Франции, находится в регионе Юг — Пиренеи. Департамент — Жер. Входит в состав кантона Валанс-сюр-Баиз. Округ коммуны — Кондом.
Код INSEE коммуны — 32024.

## География

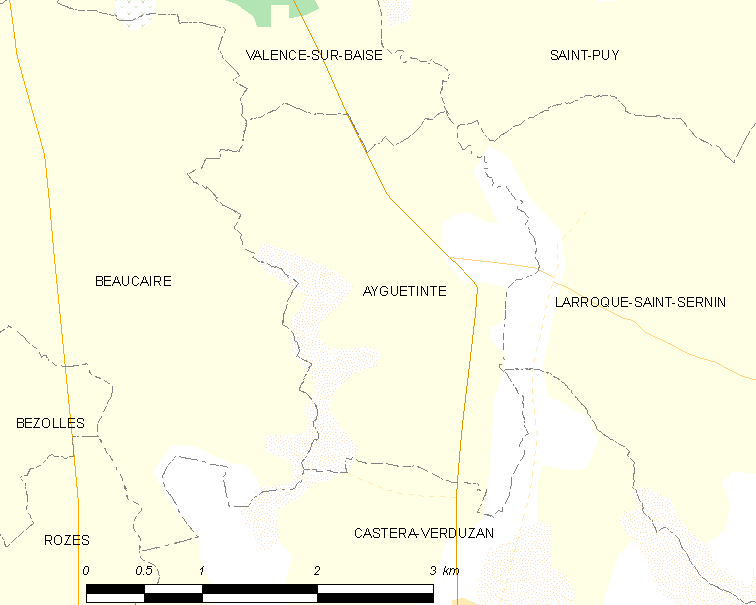
Карта коммуны

Коммуна расположена приблизительно в 580 км к югу от Парижа, в 90 км западнее Тулузы, в 25 км к северо-западу от Оша.
На востоке коммуны протекает река Олу.

## Климат
Климат умеренно-океанический. Лето жаркое и немного дождливое, температура часто превышает 35 °С. Зимой часто бывает отрицательная температура и ночные заморозки. Годовое количество осадков — 700—900 мм.

## Население
Население коммуны на 2010 год составляло 185 человек.
| 1962 | 1968 | 1975 | 1982 | 1990 | 1999 | 2010 |
| ---- | ---- | ---- | ---- | ---- | ---- | ---- |
| 222  | 199  | 173  | 172  | 162  | 152  | 185  |

## Администрация
| Период | Период | Фамилия           | Партия       | Примечания |
| ------ | ------ | ----------------- | ------------ | ---------- |
| 2001   | 2020   | Франсис Баллерини | Разные левые |            |

## Экономика
В 2010 году среди 107 человек трудоспособного возраста (15-64 лет) 81 были экономически активными, 26 — неактивными (показатель активности — 75,7 %, в 1999 году было 61,8 %). Из 81 активных жителей работали 76 человек (41 мужчина и 35 женщин), безработных было 5 (2 мужчин и 3 женщины). Среди 26 неактивных 8 человек были учениками или студентами, 12 — пенсионерами, 6 были неактивными по другим причинам.